# Предтеченск (посёлок)
Предте́ченск — микрорайон (внутригородской посёлок)  Кировском районе Томска   Томской области России. В посёлке находится одноимённая железнодорожная станция с пассажирской платформой Томской ветви Западно-Сибирской железной дороги.

## География
Находится в 8 км от центра Томска, гранича с посёлком Просторный (также — Кировский район Томска) и селом Зональная Станция (Томский район).
Уличная сеть
- Богашёвский тракт[2];
- Вокзальная улица (образована 27 февраля 2002 года)[2];
- Мелиоративная улица (образована 19 июля 1990 года)[2].

## История
В XIX веке на месте нынешнего Предтеченска располагалась заимка Томского Иоанно-Предтеченского женского монастыря (от которого посёлок получил своё название).
В 1897 году в заимке была заложена, а в 1899 году — освящена деревянная церковь в честь иконы Божьей Матери «Достойно есть», средства на строительство которой пожертвовали игуменья Серафима и другие частные лица.
В 1923 году Губернский союз потребительских обществ решил разобрать церковь, а её материал использовать для постройки зданий школы и клуба «стеклоделательного» завода, а прочие строения переоборудовать под жилые дома для семей заводчан.
Не позднее 1996 года посёлок вошёл в состав Томска.
Ранее в Предтеченске находился железнодорожный разъезд 71 километр, который со строительством подъездного пути к соседнему промышленному предприятию был преобразован в станцию Предтеченск.

## Инфраструктура
Путевое хозяйство Западно-Сибирской железной дороги. Действует железнодорожная станция Предтеченск.

## Транспорт
Автомобильный и железнодорожный транспорт.
Посёлок расположен по Богашёвскому тракту, есть остановка наземного транспорта «Предтеченск (Богашевский тракт)». На июнь 2021 года до посёлка идут автобусы маршрутов № 7, 17, 27, 119, 119а.